# Szamosszeg
Szamosszeg község Szabolcs-Szatmár-Bereg vármegyében, a Mátészalkai járásban.

## Fekvése
A Szatmári-síkság keleti csücskében, a Szamos és a Kraszna között fekszik, a megyeszékhely Nyíregyházától mintegy 72 kilométer távolságra.
A szomszédos települések: észak felől Olcsvaapáti, kelet felől Panyola, délkelet felől Szamoskér, dél felől Tunyogmatolcs és Mátészalka, délnyugat felől Ópályi, nyugat felől Nagydobos, északnyugat felől pedig Olcsva.
Lakónépessége 2040 fő, belterülete 231. külterülete pedig 3 299 hektár.

### Megközelítése
Csak közúton érhető el, Nagydobos vagy Panyola irányából a 4118-as, Tunyogmatolcs-Szamoskér felől pedig a 4120-as úton.
Az ország távolabbi részei felől a 41-es főútról Vásárosnaménynál leágazó 4117-es úton közelíthető meg, nagydobosi letéréssel.
A településen vasútállomás nincs, a legközelebbi vasúti csatlakozási lehetőséget a Mátészalka–Záhony-vasútvonal Nagydobos megállóhelye kínálja, néhány kilométerre nyugatra.

## Közigazgatás-története
Az eredetileg Szatmár vármegyéhez tartozó települést 1411-ben királyi engedéllyel Szabolcs vármegyéhez csatolták birtokrészeivel együtt. Mint szabolcsi exclavét, az 1827. évi XXXIV. tc.-kel ismét átkebelezik Szatmár vármegyéhez.

## Története
Szamosszeg nevét a folyószabályozás előtti Szamos egyik hatalmas kanyarulatáról, szegéről kapta Szamos előtagja a település folyó melletti fekvésére utal.
Nevének első említése 1290-ből ismert (Zomuszigh-alakban IV. László okleveléből, melyben vámszedőit szólítja fel, hogy a Szamoson egészen Szamosszegig a Balogsemjén nemzetségbeli Mihálytól és fiaitól ne szedjenek vámot hajóik után.
Szamosszeg az egészen eddig kiterjedő Ecsedi-láp északi csücskében állt. A falu Szamos folyón lévő átkelőhely(vámhelye) a középkori hadi- és kereskedelmi nagy utat kötötte össze a folyó bal partjával, mely út főbb állomásai voltak a közeli Gyarmat és Szatmár).
Szamosszeg 1312-ben a Borsa nemzetségbeli Kopasz nádor birtoka volt, neje után.
A falut a király 1350 után eladományozta, birtokosai a Cudarok lettek, majd rövidebb ideig a Rozgonyiak, Várdaiak. Ekkortájt tűnnek fel a Perényiek is. Ők 1945-ig birtokoltak a községben.
Szamosszegnek talán fontos révátkelőhely volta teremtette meg egy időben a városias jellegű fejlődést. Ez idő tájt lakóit civisnek, polgárnak nevezik, és az ítélkezés joga a magánföldbirtoklások idején is a bíráké, esküdteké és hospeseké.
A 18. századtól a Perényiek mellett a 19. század közepéig főleg a gr. Károlyi, hg. Eszterházy, Lónyay család-ok, majd a múlt század elején a Perényi, Károlyi és Mandel családoknak vannak itt nagyobb birtokai.
Határában több középkori elpusztult falu nyoma lelhető fel, mint például BACHNA, ez a település 1322-ben tűnik fel (p. Bachna alakban) a Balog-Semjén nemzetségbeli Ubul fia Mihály fia István falujaként, melyet a közelben lévő hermánszegi és jánki népek pusztítottak el.
Bachna neve a feltevések szerint a szláv bástya (torony) szóból származhat, s névadója talán a IV. László engedélyével a Balogsemjén nemzetségbeli Ubul fia Mihály építtette vár lehetett.
A község története során sokat szenvedett a Szamos árvizei miatt, utolsó emlékezetes dátum 1970. május 14-15, amikor a település egy részét újból elöntötte.
A község az 1860-as években közigazgatásilag a Nyíri, az 1870-es évektől a Mátészalkai járáshoz tartozott, majd Mátészalka városkörnyékének része lett. Az 1920-as évek elejétől körjegyzőség, hozzátartozott Szamoskér. 1971-től önálló községi tanács, majd 1973-tól közös községi tanács székhelye, Szamoskér társközséggel. Jelenleg körjegyzőségi székhely Szamoskér község tartozik hozzá.
A település a domborzati viszonyokhoz igazodó szabálytalan alaprajzú többutcás község. Az utcák csatlakozásánál tölcsérszerű bővültek alakultak ki, s ezekre néznek a szélesebben terpeszkedő korábban rangos porták. A magasabb területeket kirajzoló az azt követő utcás szerkezet település az elmúlt évtizedekben a korábbi utcák folytatásában fejlődött tovább. Itt is és az archaikusabb településrészben is az utcák előkertkes beépítésűek. A településre kizárólag a szalagtelkes forma a jellemző. Gyakorlatilag minden udvar soros beépítésű, s valamennyin a tagolt épületrendezés figyelhető meg.
A község lakosságszáma csökkenő tendenciát mutat 1960-ban még 3000 fő feletti népességet számlált, ez napjainkra 2200 fő alá csökkent. Az árvíz hatására kialakult tömeges elvándorlás napjainkra sem fordult át, hiszen az elköltözők száma meghaladja a betelepülőkét, s ezt a folyamatot erősíti a természetes fogyás. Sok az időskorú, arányuk az összlakosságon belül eléri a 30%-ot.
A község infrastrukturális ellátottsága a megyei összehasonlításban megfelelő. 1991-1994 között valósult meg a vezetékes gázellátás, a telefonhálózat kiépítése. A 737 lakás 90%-a kap vezetékes ivóvizet, 75%-uk vezetékes gázzal füthető. 2001-ben átadásra került a teljes belterületi szennyvizelvezető hálózat, valamint korszerű szennyviztisztitó telep.
Mai lakóinak nagy része mezőgazdaságból él.

## Közélete

### Polgármesterei
- 1990–1994: Molnár András (független)[4]
- 1994–1998: Molnár András (független)[5]
- 1998–2002: Molnár András (független)[6]
- 2002–2006: Oláh János (független)[7]
- 2006–2010: Oláh János Miklós (független)[8]
- 2010–2012: Oláh János Miklós (független)[9]
- 2012–2014: Gergely Lajos (Fidesz)[10][11]
- 2014–2019: Gergely Lajos (Fidesz-KDNP)[12]
- 2019–2024: Gergely Lajos (Fidesz-KDNP)[13]
- 2024– : Kiss Jenő Gergő (független)[1]

A településen 2012. november 18-án időközi polgármester-választást (és képviselő-testületi választást) kellett tartani, mert a képviselő-testület néhány hónappal korábban feloszlatta magát.

## Népesség
A település népességének változása:
| Lakosok száma | 1955 | 1932 | 1946 | 1684 | 1669 | 1653 | 1662 |
|               | 2013 | 2014 | 2015 | 2021 | 2022 | 2023 | 2024 |

2001-ben a település lakosságának 91%-a magyar, 9%-a cigány nemzetiségűnek vallotta magát.
A 2011-es népszámlálás során a lakosok 90,7%-a magyarnak, 13,9% cigánynak, 0,2% ukránnak mondta magát (9,3% nem nyilatkozott; a kettős identitások miatt a végösszeg nagyobb lehet 100%-nál). A vallási megoszlás a következő volt: római katolikus 1,7%, református 74,9%, görögkatolikus 1,9%, felekezeten kívüli 2,7% (11,6% nem válaszolt).
2022-ben a lakosság 94,3%-a vallotta magát magyarnak, 5,9% cigánynak, 0,3% ukránnak, 0,1% románnak, 1% egyéb, nem hazai nemzetiségűnek (5,7% nem nyilatkozott; a kettős identitások miatt a végösszeg nagyobb lehet 100%-nál). Vallásuk szerint 1,2% volt római katolikus, 61,4% református, 1,6% görög katolikus, 7,6% egyéb keresztény, 6,7% felekezeten kívüli (21,5% nem válaszolt).

## Nevezetességei
- Műemlék jellegű református templomát 1843 és 1863 között építették az elpusztult előző helyett.
- Copf stílusban készült szószékét valószínűleg az elpusztult templomukból hozták át.

## Híres emberek
Itt születtek:
- Kovács Sándor (Szamosszeg, 1860. március 14. – Rákospalota, 1924. január 21.) hírlapíró
- Szabó Béla (Szamosszeg, 1905. szeptember 30. – Zalaegerszeg, 1984. december 27.) levéltáros
- Bodó Sándor (1920–2013) festőművész
- Ozsváth Sándor (Szamosszeg, 1950. január 29. – Debrecen, 2024. szeptember 19.) művelődéstörténész, tanár, újságíró

Itt élt:
- Ámi Lajos (Vásárosnamény, 1886. október 2. – Apagy, 1963. augusztus 16.) mesemondó, aki 1911-től élt a településen.

## Külső hivatkozások
- Balogh László: Dolgozatok Szamosszeg néprajzából